# 奇異透明獅子魚
奇異透明獅子魚，為輻鰭魚綱鮋形目杜父魚亞目獅子魚科的其中一種，分布於北太平洋的堪察加半島、聖保羅島等海域，棲息深度53-830公尺，為深海底棲性魚類，屬肉食性，生活習性不明。

## 擴展閱讀
維基物種上的相關：奇異透明獅子魚